# حمله Self-XSS
حمله اسکریپت‌نویسی متقاطع توسط خود کاربر (به انگلیسی Self-XSS یا Self Cross-Site Scripting) یکی از انواع آسیب‌پذیری‌های امنیتی است که توسط مهاجمان برای به‌دست آوردن کنترل حساب‌های وب افراد قربانی مورد استفاده قرار می‌گیرد. در حمله Self-XSS، قربانی به اشتباه یا از طریق فریب، کد مخربی را در مرورگر وب خود اجرا می‌کند. این امر منجر به افشای اطلاعات شخصی او می‌شود که ممکن است شامل اطلاعات حساس همچون نام کاربری، رمز عبور، یا حتی اطلاعات مالی باشد. این نوع حمله معمولاً از طریق مهندسی اجتماعی به وقوع می‌پیوندد؛ به‌طوری که مهاجم قربانی را قانع می‌کند که کد مخرب را در مرورگر خود وارد کند. 
برخلاف سایر انواع XSS (Cross-Site Scripting), Self-XSS معمولاً برای مهاجمین نیاز به دسترسی به سرور یا وب‌سایت آسیب‌دیده ندارد و تمامی عملیات در سطح مرورگر قربانی انجام می‌شود.[1] در این نوع حمله، آسیب‌پذیری در مرورگر قربانی وجود دارد و برخلاف XSSهای معمولی که به حمله‌کننده اجازه می‌دهد به سایت‌های مختلف حمله کند، در Self-XSS مهاجم بیشتر بر روی ترغیب قربانی به اشتباه و وارد کردن کد در مرورگر خود تکیه دارد.

## بررسی کلی
Self-XSS با فریب دادن کاربران برای کپی و پیست کردن محتوای مخرب در مرورگر وب خود عمل می‌کند. این شامل مواردی است که کاربر یک payload را در یک ورودی کپی می‌کند یا در کنسول توسعه‌دهندگان وب قرار می‌دهد.[۱] معمولاً مهاجم پیامی ارسال می‌کند که در آن گفته شده با کپی و اجرای کدی خاص، کاربر قادر خواهد بود پاداش‌های مجازی دریافت کند یا یک وب‌سایت را هک کند. در واقع، این کد به مهاجم اجازه می‌دهد که حساب قربانی را تصاحب کند.[۲] معمولاً Self-XSS تأثیر کمی دارد، اما اگر با یک آسیب‌پذیری جعل درخواست میان‌وب‌گاهی (CSRF) ترکیب شود، تأثیر آن به اندازه حملات معمولی Cross-Site Scripting (XSS) افزایش می‌یابد.[۳]

## تاریخچه و کاهش خطر
در گذشته، حملات مشابهی وجود داشت که در آن کاربران فریب می‌خوردند تا کد جاوااسکریپت مخرب را در نوار آدرس مرورگر خود وارد کنند. اما پس از اینکه تولیدکنندگان مرورگرهای وب اقداماتی را برای جلوگیری از اجرای آسان جاوااسکریپت از نوار آدرس انجام دادند،[۴][۵] مهاجمان شروع به استفاده از روش‌های جدیدتری همچون Self-XSS کردند. از آن زمان، تولیدکنندگان مرورگرهای بزرگ و وب‌سایت‌ها برای کاهش خطر این حمله، تدابیری را اتخاذ کرده‌اند. به عنوان مثال، فایرفاکس[۶] و گوگل کروم[۷] هر دو اقدام به پیاده‌سازی سیستم‌های هشداردهنده کرده‌اند که کاربران را از خطرات احتمالی Self-XSS آگاه می‌کنند. همچنین، برخی از وب‌سایت‌ها مانند فیس‌بوک زمانی که کاربران کنسول توسعه‌دهندگان وب را باز می‌کنند، هشدارهایی در خصوص Self-XSS به آن‌ها نمایش می‌دهند و لینک‌هایی به صفحات توضیحی ارائه می‌دهند که در آن‌ها جزئیات بیشتری در مورد این حمله و نحوه جلوگیری از آن شرح داده شده است.[۸][۹]

## ریشه‌شناسی
واژه Self-XSS از دو قسمت تشکیل شده است: "Self" که به این معناست که کاربر به‌طور عمد یا غیرعمد خود را هدف قرار می‌دهد و "XSS" که مخفف Cross-Site Scripting است. در حملات XSS، مهاجم کد مخرب را وارد یک وب‌سایت می‌کند که باعث اجرای آن در مرورگر کاربر می‌شود. اما در Self-XSS، این عملیات به‌طور کامل توسط کاربر انجام می‌شود. در واقع، قربانی کد مخرب را خود به صورت دستی در مرورگر خود وارد می‌کند، که باعث می‌شود Self-XSS تأثیرات کمتری نسبت به سایر انواع XSS داشته باشد. این حمله بیشتر به مهندسی اجتماعی بستگی دارد و به همین دلیل، معمولاً منجر به بروز خطرات جدی نمی‌شود، مگر اینکه با آسیب‌پذیری‌های دیگر مانند CSRF ترکیب شود. نکته مهم این است که خطر حملات Self-XSS به دلیل استفاده از کنسول توسعه‌دهندگان وب نمی‌تواند به‌طور کامل توسط اپراتورهای وب‌سایت حذف شود.[۱۰]

## برای مطالعهٔ بیشتر
- McCaney, Kevin (۱۶ نوامبر ۲۰۱۱). "4 ways to avoid the exploit in Facebook spam attack". GCN. 1105 Public Sector Media Group. Retrieved September ۲۸, ۲۰۱۴.

رده: مهندسی اجتماعی (امنیت کامپیوتر) | بهره‌جوهای امنیتی وب